# Поет як міфотворець. Семантика символів у творчості Тараса Шевченка
Поет як міфотворець. Семантика символів у творчості Тараса Шевченка — книга американського літературознавця українського походження, професора кафедри української літератури Українського наукового інституту Гарвардського університету Григорія Грабовича.
Вперше ця книга була видана англійською мовою в 1982 р. під назвою «The Poet as Mythmaker. A Study of Simbolic Meaning in Taras Ševčenko». В Україні книжка вийшла у перекладі Соломії Павличко у 1991 році у видавництві «Радянський письменник». Книга мала дещо видозмінену назву «Шевченко як міфотворець: семантика символів у творчості поета». Грабович виступив із зауваженнями щодо цієї назви, вказавши, що подібний заголовок «не тільки не зовсім відповідав іманентному і системному наголосові дослідження,.. але також впроваджував не властиву цьому дослідженню ноту традиціоналізму»
Друге видання книги Григорія Грабовича вийшло у видавництві «Критика» в 1998 р. У ньому враховані авторські корективи, переклад авторизований, введено примітки і покажчик та замінено назву на «Поет як міфотворець. Семантика символів у творчості Тараса Шевченка»

## Зміст
- Вступ: дуалізм Шевченка
- Історія на метаісторія
- Міф: структури і парадигматичні відносини
- Візія „золотого віку“
- Висновок: міфопоетика Шевченка

## Рецепція
Серед критичних відгуків на роботу Грабовича — стаття М. Антонович «Нова невдала концепція» (ж. «Укр. Історик», Торонто, 1—4, 1985  [Архівовано 26 січня 2022 у Wayback Machine.]).